# Тифенбах, Кристоф фон
Барон Кристоф фон Тифенбах  (нем. Christoph von Teuffenbach; до 1550—1598 ) — дворянин Герцогства Штирия, военный и дипломатический деятель Священной Римской империи. 

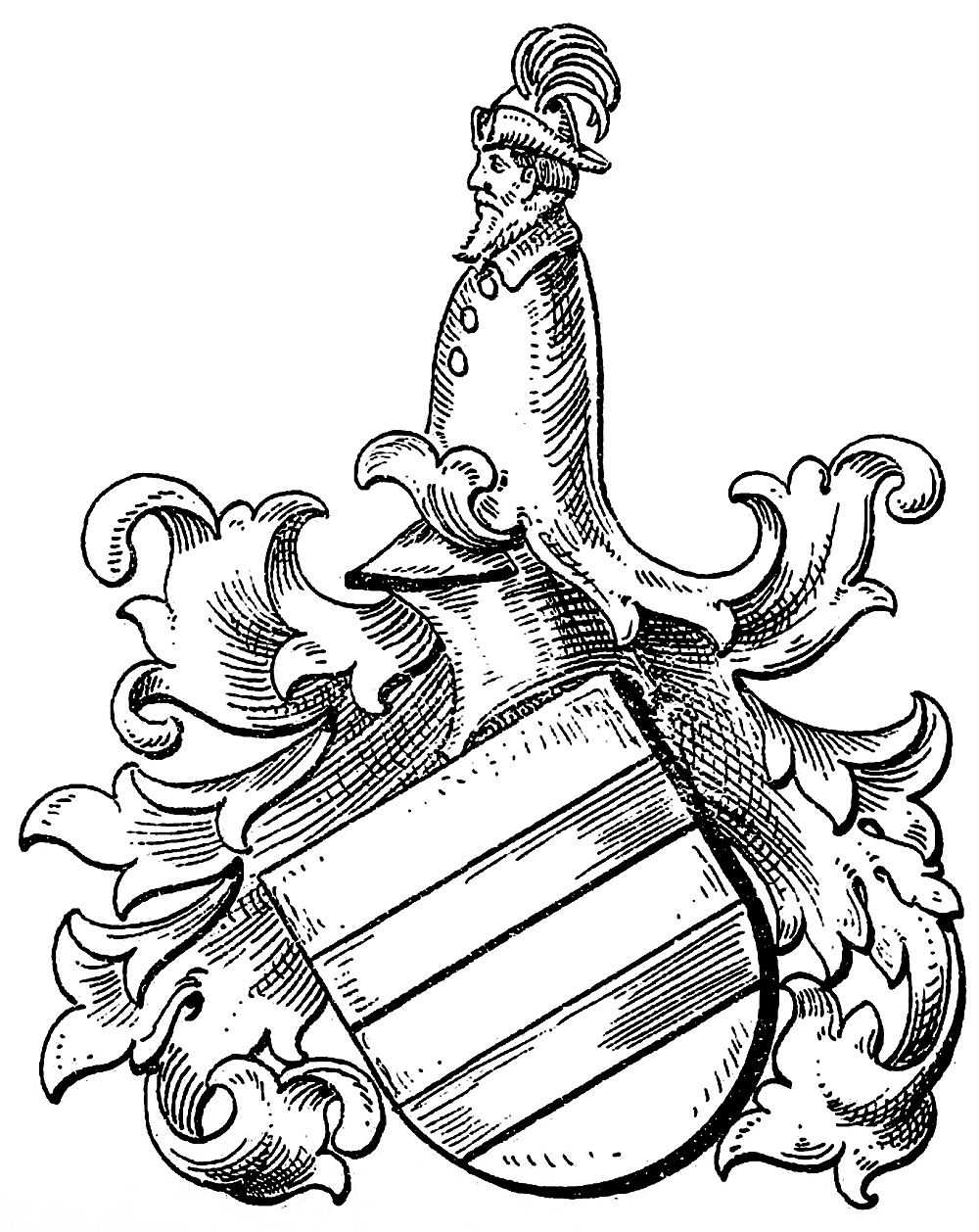
Родовой герб фон Тифенбахов

## Биография
Представитель одной из самых влиятельных дворянских семей Штирии. Отец фельдмаршала Рудольфа фон Тифенбаха. В 1565 году служил под началом Лазаря фон Швенди в Венгрии .
В качестве дипломата направлялся в различные зарубежные миссии.
Участвовал в заключении Адрианопольского перемирия 1568 года между Габсбургской монархией и Османской империей по итогам Пятнадцатилетней войны.
В 1593—1596 годами был командующим венгерской армией от имени императоров Габсбургов.